# Seetaktische Lehrgruppe
Die Seetaktische Lehrgruppe war eine Ausbildungseinrichtung der Bundesmarine in Wilhelmshaven.

## Geschichte
Die Seetaktische Lehrgruppe wurde ab 1. Januar 1960 in Wilhelmshaven-Ebkeriege aufgestellt und dem Flottenkommando direkt unterstellt. Am 1. Oktober 1960 nahm sie den Lehrbetrieb auf und war am 1. Juni 1965 voll ausgestattet. Am 1. April 1990 wurde die Seetaktische Lehrgruppe unter der Bezeichnung Taktisches Zentrum der Flotte dem Befehlshaber der Seestreitkräfte der Nordsee unterstellt. Nach der Auflösung dieser Dienststelle wurde das Taktische Zentrum 1993 der Marineortungsschule in Bremerhaven unterstellt. Nach dem Aufbau eines neuen Simulators in Bremerhaven wurde sie mit anderen Ausbildungseinrichtungen zum Taktikzentrum Marine zusammengefasst.

## Aufgaben
Zu den Aufgaben der Seetaktischen Lehrgruppe gehörten die Förderung der taktischen Schulung der schwimmenden Verbände, die Weiterentwicklung und Erprobung der Taktik und die Untersuchung von taktischen und operativen Problemen. Nach dem Vorbild der britischen Royal Naval Tactical School organisiert war ihr Auftrag
- die taktische Ausbildung der See- und Seeluftstreitkräfte zu fördern,
- taktische und operative Probleme zu untersuchen und
- die Taktik weiterzuentwickeln und praktikable Lösungen und Verfahren zu erarbeiten.[2]

Die Seetaktische Lehrgruppe vertrat die Bundesmarine in Fragen der Seetaktik in der dafür zuständigen Arbeitsgruppe NATO, der Maritime Tactical Working Party (MTWP).

## Organisation
Die Seetaktische Lehrgruppe wurde von einem Kommandeur im Dienstgrad eines Fregattenkapitäns, später eines Kapitäns zur See, geführt. Sie war zunächst in die Lehrgruppe, die Technische Gruppe und die Gruppe Bedienung und Ausstattung gegliedert. Später wurde sie in die Gruppen Ausbildung, Taktik und Betrieb umorganisiert.

## Ausbildung
Für die Ausbildung erhielt die Seetaktische Lehrgruppe 1958 einen taktischen Simulator mit der Bezeichnung Advanced Speed Tactical Trainer (ASTT). Im November 1975 wurde das Gerät durch einen neuen ASTT ersetzt, der seinerzeit als modernster derartiger Trainer weltweit galt.
Es wurde vor allem Ausbildung für die Flotte angeboten. Dazu gehörten Lehrgänge für die verschiedenen Flottillen der Marine, die als Typkommandos für die speziellen Taktiken von Zerstörern, Schnellbooten, Minenstreitkräften, U-Booten, Marinefliegern und anderen Seestreitkräften verantwortlich waren. Ein weiterer Schwerpunkt waren Simulatorübungen zur Vorbereitung größerer Flottenmanöver. Außerdem fanden Lehrgänge für Offiziere statt, die an der taktischen Ausbildung an der Marineortungsschule oder anderen Schulen der Marine teilnahmen.